# Equipo Alemán Unificado en los Juegos Olímpicos de Melbourne 1956
El Equipo Alemán Unificado estuvo representado en los Juegos Olímpicos de Melbourne 1956 por un total de 167 deportistas que compitieron en 16 deportes.  
El portador de la bandera en la ceremonia de apertura fue el atleta Karl-Friedrich Haas.

## Medallistas
El equipo olímpico alemán obtuvo las siguientes medallas:
| Nombre                                                                               | Deporte             | Competición                |
| ------------------------------------------------------------------------------------ | ------------------- | -------------------------- |
| Oro                                                                                  |                     |                            |
| Wolfgang Behrendt                                                                    | Boxeo               | Gallo (54 kg) M            |
| Helmut Bantz                                                                         | Gimnasia artística  | Salto de potro M           |
| Hans Günter Winkler (Halla)                                                          | Hípica              | Saltos ind.                |
| Hans Günter Winkler (Halla) Fritz Thiedemann (Meteor) Alfons Lütke-Westhues (Ala)    | Hípica              | Saltos por eqs.            |
| Ursula Happe                                                                         | Natación            | 200 m braza F              |
| Michel Scheuer Meinrad Miltenberger                                                  | Piragüismo          | K2 1000 m M                |
| Plata                                                                                |                     |                            |
| Karl-Friedrich Haas                                                                  | Atletismo           | 400 m M                    |
| Klaus Richtzenhain                                                                   | Atletismo           | 1500 m M                   |
| Christa Stubnick                                                                     | Atletismo           | 100 m F                    |
| Christa Stubnick                                                                     | Atletismo           | 200 m F                    |
| Gisela Köhler                                                                        | Atletismo           | 80 m vallas F              |
| Harry Kurschat                                                                       | Boxeo               | Ligero (60 kg) M           |
| Liselott Linsenhoff (Adular) Hannelore Weygand (Perkunos) Anneliese Küppers (Afrika) | Hípica              | Doma por eqs.              |
| August Lütke-Westhues (Trux von Kamax)                                               | Hípica              | Concurso completo ind.     |
| August Lütke-Westhues (Trux von Kamax) Otto Rothe (Sissi) Klaus Wagner (Prinzeß)     | Hípica              | Concurso completo por eqs. |
| Wilfried Dietrich                                                                    | Lucha grecorromana  | +87 kg M                   |
| Fritz Briel Theodor Kleine                                                           | Piragüismo          | K2 10 000 m M              |
| Therese Zenz                                                                         | Piragüismo          | K1 500 m F                 |
| Karl-Heinrich von Groddeck Horst Arndt Rainer Borkowsky                              | Remo                | Dos con timonel (M2+) M    |
| Bronce                                                                               |                     |                            |
| Heinz Fütterer Leonhard Pohl Lothar Knörzer Manfred Germar                           | Atletismo           | 4 × 100 m M                |
| Marianne Werner                                                                      | Atletismo           | Peso F                     |
| Reinhold Pommer Horst Tüller Gustav-Adolf Schur                                      | Ciclismo en ruta    | Contrarreloj por eqs. M    |
| Equipo                                                                               | Hockey sobre hierba | Torneo M                   |
| Liselott Linsenhoff (Adular)                                                         | Hípica              | Doma ind.                  |
| Eva-Maria ten Elsen                                                                  | Natación            | 200 m braza F              |
| Michel Scheuer                                                                       | Piragüismo          | K1 10 000 m M              |